# Neil Grewcock
Neil Grewcock (sinh ngày 26 tháng 4 năm 1962) là một cựu cầu thủ bóng đá người Anh.  Ông thi đấu cho Leicester City, Gillingham và Burnley và có hơn 200 lần ra sân ở Football League.